# Dance (Ass)
Dance (Ass) (conosciuta anche semplicemente come Dance) è una canzone del rapper Statunitense Big Sean, terzo singolo estratto da suo debut album Finally Famous. Il 20 settembre 2011 è stato pubblicato anche il remix ufficiale del brano, interpretato in duetto con la rapper trinidadiana Nicki Minaj e della durata di 3 minuti e 40 secondi. Esso è stato pubblicato in anticipo di due giorni per le radio Urban.
Nei primi sei mesi del 2012, il singolo ha venduto 1 042 000 copie negli Stati Uniti.

## Ricezione della critica
Il brano ha ricevuto recensioni generalmente positive. Il Boston Globe, ad esempio, l'ha definito: "un inno spogliarellista stantio fuori sincronia con ciò che lo circonda. La produzione è pesante sui ganci vocali, synth e beat chattering, ma l'attenzione e lo spirito di Sean è il flusso insistente". Non sono però mancate alcune eccezioni: la rivista Complex, ad esempio, l'ha definito ripetitivo e minimalista rispetto alla maggior parte delle tracce dell'album.

## Video
Il video del brano (per il quale non è stata utilizzata l'album version della canzone bensì il remix con la Minaj) è stato premierato su VEVO il 1º novembre 2011.

## Classifiche

### Classifiche settimanali
| Classifica (2011)           | Posizione massima |
| --------------------------- | ----------------- |
| Canada                      | 69                |
| Canadian Digital Song Sales | 64                |
| Stati Uniti                 | 10                |
| US Dance/Mix Show Airplay   | 24                |
| US Digital Song Sales       | 8                 |
| US Hot Rap Songs            | 2                 |
| US Hot R&B/Hip-Hop Songs    | 3                 |
| US Pop Songs                | 27                |
| US Radio Songs              | 13                |
| US R&B/Hip-Hop Airplay      | 3                 |
| US Rhythmic Songs           | 4                 |

### Classifiche di fine anno
| Classifica (2011)        | Posizione massima |
| ------------------------ | ----------------- |
| Stati Uniti              | 57                |
| US Hot R&B/Hip-Hop Songs | 20                |
| US Radio Songs           | 52                |
| US Rap Airplay Songs     | 11                |